# True Blue (album, Madonna)
True Blue je třetí studiové album americké zpěvačky-skladatelky Madonny, vydané 30. června 1986 labelem Sire Records. Na desce spolupracovala se Stephenem Brayem a Patrickem Leonardem, s nimiž se podílela na napsání všech skladeb a jejich produkci. Album považované za nejvíce „holčičí“ nahrávku zpěvačky obsahuje její představy lásky, práce, snů a také zklamání. Inspirováno bylo jejím tehdejším manželem Seanem Pennem, kterému byla deska věnována. Z hudebního hlediska měly písně různé směřování, které navazovalo na její předchozí činnost, když také obsahovaly prvky klasické hudby s cílem přilákat starší publikum, jež do té doby vyjadřovalo k její tvorbě odměřený postoj.
Na instrumentaci skladeb se podílely kytary, bicí nástroje, syntezátory a kubánské hudební nástroje. Texty se tematicky zabývají láskou, svobodou, a v případě singlu „Papa Don't Preach“ sociálním tématem, jakým je těhotenství adolescentek. Recenze hudebních kritiků byly všeobecně kladné, když album oceňovali za úžasný dance-pop a přiřkli mu nálepku archetypálního vzoru desek produkovaných na přelomu 80. a 90. let. Kritici také kvitovali hlasový projev Madonny, jenž zněl silněji než dříve a její nadání celistvé umělkyně, spojující v sobě roli zpěvačky a autorky skladeb.
Po vydání zaznamenala deska okamžitý světový úspěch poté, co vystoupala na 1. místo hitparád ve 28 státech, čímž překonala stávající rekord. Na čele žebříčků figurovala mimo jiné v Austrálii, Kanadě, Francii, Německu, Spojeném království i Spojených státech. Evropské albové hitparádě European Top 100 vévodila nepřetržitě 34 týdnů, déle než jakákoli jiná deska v historii před ní. Stala se nejprodávanějším albem roku 1986 a vůbec nejprodávanější deskou 80. let 20. století od ženy, čímž se zařadila na seznam nejprodávanějších světových alb všech dob s více než 25 milióny nosiči. Všech pět singlů vzešlých z nahrávky True Blue se dostalo do první pětky Billboard Hot 100 a třem z nich – „Live to Tell“, „Papa Don't Preach“ a „Open Your Heart“, patřila první pozice.
Madonna album představila na svém druhém světovém turné nazvaném Who's That Girl World Tour, které v roce 1987 zavítalo na koncertní pódia Severní Ameriky, Evropy a Asie. True Blue je považováno za album, jež definitivně přetvořilo Madonnu z mladé zpěvačky, u níž hrál větší roli vzhled než talent, na hotovou hudební ikonu 80. let. Zařadila se tak po bok Michaela Jacksona a Prince. Stala se vůbec první ženou, která obdržela ocenění Video Vanguard na udílení MTV Video Music Awards 1986 za uznání jejího dopadu na popkulturu.
S albem True blue je také spojen první rekordní zápis Madonny do Guinnessovy knihy rekordů, když byla ve vydání knihy z roku 1988 uvedena jako nejúspěšnější světový zpěvák za rok 1986. Do edice z roku 1991 pak bylo toto studiové album zapsáno jako nejprodávanější deska dosavadní historie hudby nazpívaná ženskou interpretkou, s celkovou prodejností 17 milionů kopií (k říjnu 1990).

## Seznam skladeb
| True Blue      | True Blue                     | True Blue                               | True Blue                 | True Blue |
| Pořadí         | Název                         | Autor                                   | Producent                 | Délka     |
| -------------- | ----------------------------- | --------------------------------------- | ------------------------- | --------- |
| 1.             | Papa Don't Preach             | Brian Elliot / Madonna                  | Madonna / Stephen Bray    | 4:29      |
| 2.             | Open Your Heart               | Madonna / Gardner Cole / Peter Rafelson | Madonna / Patrick Leonard | 4:13      |
| 3.             | White Heat                    | Madonna / Leonard                       | Madonna / Leonard         | 4:40      |
| 4.             | Live to Tell                  | Madonna / Leonard                       | Madonna / Leonard         | 5:51      |
| 5.             | Where's the Party             | Madonna / Bray / Leonard                | Madonna / Leonard / Bray  | 4:21      |
| 6.             | True Blue                     | Madonna / Bray                          | Madonna / Bray            | 4:18      |
| 7.             | La Isla Bonita                | Madonna / Leonard / Bruce Gaitsch       | Madonna / Leonard         | 4:02      |
| 8.             | Jimmy Jimmy                   | Madonna / Bray                          | Madonna / Bray            | 3:55      |
| 9.             | Love Makes the World Go Round | Madonna / Leonard                       | Madonna / Leonard         | 4:31      |
| Celková délka: | Celková délka:                | Celková délka:                          | Celková délka:            | 40:18     |

| Bonusové skladby remasterované edice 2001 | Bonusové skladby remasterované edice 2001 | Bonusové skladby remasterované edice 2001 | Bonusové skladby remasterované edice 2001 | Bonusové skladby remasterované edice 2001 |
| Pořadí                                    | Název                                     | Autor                                     | Producent                                 | Délka                                     |
| ----------------------------------------- | ----------------------------------------- | ----------------------------------------- | ----------------------------------------- | ----------------------------------------- |
| 10.                                       | True Blue (The Color Mix)                 | Madonna / Bray                            | Madonna / Bray / Shep Pettibone           | 6:40                                      |
| 11.                                       | La Isla Bonita (Extended Remix)           | Madonna / Leonard / Gaitsch               | Madonna / Leonard / Chris Lord-Alge       | 5:27                                      |
| Celková délka:                            | Celková délka:                            | Celková délka:                            | Celková délka:                            | 52:25                                     |

## Obsazení
- Madonna – skladatelka, producentka, zpěvačka, doprovodné vokály
- Jeffrey Kent Ayeroff – umělecký ředitel
- Dave Boroff – saxofon
- Stephen Bray – skladatel, producent, programování bicích, klávesy
- Keithen Carter – doprovodné vokály
- Gardner Cole – skladatel
- Paulinho da Costa – perkuse
- Brian Elliot – skladatel
- Bruce Gaitsch – skladatel, kytara, elektrická kytara, rytmická kytara
- Siedah Garrettová – doprovodné vokály
- Dann Huff – kytara
- Michael Hutchinson – inženýr
- Jackie Jacksonová – doprovodné vokály
- Paul Jackson, Jr. – kytara
- Edie Lehmann – doprovodné vokály
- Patrick Leonard – kladatel, producent, programování bicích, ´bicí, klávesy, programování
- Richard Marx – doprovodné vokály
- Jeri McManus – umělecký ředitel, design
- Billy Meyers – aranžmá strunných nástrojů
- Jonathan Moffett – doprovodné vokály, bicí, perkuse
- Dan Nebenzal – zvuková mixáž, asistent mixáže
- John Putnam –kytara, akustická kytara, elektrická kytara,
- Peter Rafelson – skladatel
- Herb Ritts – fotograf
- Michael Verdick – inženýr, mixáž
- David Williams – doprovodné vokály, kytara, rytmická kytara
- Fred Zarr – klávesy

## Hitparády
| Hitparáda (1986)               | vrchol |
| ------------------------------ | ------ |
| Australská albová hitparáda    | 1.     |
| Britská albová hitparáda       | 1.     |
| Evropská hitparáda Top 100     | 1.     |
| Francouzská albová hitparáda   | 1.     |
| Italská albová hitparáda       | 1.     |
| Japonská albová hitparáda      | 2.     |
| Kanadská albová hitparáda      | 1.     |
| Německá albová hitparáda       | 1.     |
| Nizozemská albová hitparáda    | 1.     |
| Norská albová hitparáda        | 2.     |
| Novozélandská albová hitparáda | 1.     |
| Rakouská albová hitparáda      | 2.     |
| Španělská albová hitparáda     | 1.     |
| Švédská albová hitparáda       | 2.     |
| Švýcarská albová hitparáda     | 1.     |
| US Billboard 200               | 1.     |
| US Top R&B/Hip-Hop Albums      | 47.    |

| Hitparáda (1980–1989)       | pozice |
| --------------------------- | ------ |
| Australská albová hitparáda | 36.    |
| Britská albová hitparáda    | 9.     |
| Japonská albová hitparáda   | 36.    |
| Rakouská albová hitparáda   | 20.    |

| Hitparáda (1986)            | pozice |
| --------------------------- | ------ |
| Australská albová hitparáda | 10.    |
| Britská albová hitparáda    | 1.     |
| Italská albová hitparáda    | 1.     |
| Japonská albová hitparáda   | 13.    |
| Kanadská albová hitparáda   | 2.     |
| Nizozemská albová hitparáda | 1.     |
| Rakouská albová hitparáda   | 10.    |
| Švýcarská albová hitparáda  | 5.     |
| US Billboard 200            | 37.    |

| Hitparáda (1987)            | pozice |
| --------------------------- | ------ |
| Australská albová hitparáda | 21.    |
| Japonská albová hitparáda   | 40.    |
| Kandská albová hitparáda    | 6.     |
| Nizozemská albová hitparáda | 10.    |
| Rakouská albová hitparáda   | 16.    |
| US Billboard 200            | 11.    |

## Certifikace a prodejnost
| Certifikace a prodejnost | Certifikace a prodejnost | Certifikace a prodejnost | Certifikace a prodejnost | Certifikace a prodejnost |
| Země                     | certifikace              | prodejnost               | organizace               | zdroj                    |
| ------------------------ | ------------------------ | ------------------------ | ------------------------ | ------------------------ |
| Argentina                | 4× platinová deska       | 240 000                  | CAPIF                    | [ 61 ]                   |
| Austrálie                | 4× platinová deska       | 280 000                  | ARIA                     | [ 30 ]                   |
| Brazílie                 | zlatá deska              | 1 000 000                | ABPD                     | [ 62 ]                   |
| Finsko                   | platinová deska          | 53 912                   | Musiikkituottajat        | [ 63 ]                   |
| Francie                  | diamantová deska         | 1 353 500                | SNEP                     | [ 64 ]                   |
| Hongkong                 | platinová deska          | 15 000                   | IFPI Hong Kong           | [ 65 ]                   |
| Itálie                   |                          | 1 500 000                | FIMI                     | [ 66 ]                   |
| Japonsko                 | zlatá deska              | 718 000                  | RIAJ                     | [ 67 ]                   |
| Kanada                   | diamantová deska         | 1 000 000                | Music Canada             | [ 64 ]                   |
| Mexiko                   | platinová deska          | 250 000                  | AMPROFON                 | [ 68 ]                   |
| Německo                  | 2× platinová deska       | 1 000 000                | BVMI                     | [ 69 ]                   |
| Nizozemsko               | 3× platinová deska       | 300 000                  | NVPI                     | [ 70 ]                   |
| Nový Zéland              | 5× platinová deska       | 75 000                   | RMNZ                     | [ 71 ]                   |
| Spojené království       | 7× platinová deska       | 1 961 164                | BPI                      | [ 72 ]                   |
| Spojené státy            | 7× platinová deska       | 7 000 000                | RIAA                     | [ 73 ]                   |
| Španělsko                | 3× platinová deska       | 300 000                  | PROMUSICAE               | [ 40 ]                   |